# 法伊尔斯多夫
法伊尔斯多夫（德語：Veilsdorf）是德国图林根州的市镇，隶属于希尔德布格豪森县。总面积为30.9平方千米，截至2023年12月31日总人口为2,720人。